# Primo congresso continentale
Il Primo congresso continentale fu un incontro di delegati di dodici delle Tredici Colonie, tenutosi dal 5 settembre al 26 ottobre 1774 presso la Carpenters' Hall a Filadelfia, all'inizio della Rivoluzione Americana. La riunione fu organizzata dai delegati dopo che la Marina Militare Britannica mise in atto il blocco del porto di Boston e il Parlamento di Gran Bretagna approvò i punitivi "Coercive Acts" in risposta al Boston Tea Party.
Durante le prime settimane del Congresso, i delegati discussero animatamente su come le colonie potessero rispondere collettivamente alle azioni coercitive del governo britannico e lavorarono per creare una causa comune. Come preludio alle loro decisioni, la prima azione del Congresso fu l'adozione delle Risoluzioni di Suffolk, una misura elaborata da diverse contee del Massachusetts che includeva una dichiarazione di rimostranze, richiedeva un boicottaggio commerciale delle merci britanniche e sollecitava ciascuna colonia a istituire e addestrare la propria milizia. Fu poi proposto un piano meno radicale per creare un'unione tra la Gran Bretagna e le colonie, ma i delegati archiviarono la misura e successivamente la cancellarono dai verbali dei loro procedimenti.
Il Primo Congresso Continentale concordò su una dichiarazione e risoluzioni che includevano la "Continental Association", una proposta di embargo sul commercio con la Gran Bretagna. Redassero anche una petizione al Re che implorava la riparazione dei loro torti e l'abrogazione delle "Leggi intollerabili". Questo appello non ebbe successo, portando i delegati delle colonie a convocare il Secondo congresso continentale, sempre a Philadelphia, il maggio successivo, poco dopo le battaglie di Lexington e Concord, per organizzare la difesa delle colonie all'inizio della Guerra d'indipendenza americana.

## Delegati
Segue la lista dei delegati al congresso:
- New Hampshire: 	Nathaniel Folsom; John Sullivan
- Massachusetts Bay: 	John Adams; Samuel Adams; Thomas Cushing; Robert Treat Paine
- Rhode Island: 	Stephen Hopkins; Samuel Ward
- Connecticut: 	Silas Deane; Eliphalet Dyer; Roger Sherman
- New York: 	John Alsop; Simon Boerum; James Duane; William Floyd; John Haring; John Jay; Philip Livingston; Isaac Low; Henry Wisner
- New Jersey: 	Stephen Crane; John De Hart; James Kinsey; William Livingston; Richard Smith
- Pennsylvania: 	Edward Biddle; John Dickinson; Joseph Galloway; Charles Humphreys; Thomas Mifflin; John Morton; Samuel Rhoads; George Ross
- Delaware: 	Thomas McKean; George Read; Caesar Rodney
- Maryland: 	Samuel Chase; Robert Goldsborough; Thomas Johnson; William Paca; Matthew Tilghman
- Virginia: 	Richard Bland; Benjamin Harrison; Patrick Henry; Richard Henry Lee; Edmund Pendleton; Peyton Randolph; George Washington
- Carolina del Nord: 	Richard Caswell; Joseph Hewes; William Hooper
- Carolina del Sud: 	Christopher Gadsden; Thomas Lynch Jr.; Henry Middleton; Edward Rutledge; John Rutledge
- Georgia: nessun delegato

## Congresso
Il Congresso Continentale si riunì dal 5 settembre al 26 ottobre 1774 a Carpenters' Hall a Philadelphia, con la partecipazione di delegati di 12 delle Tredici Colonie. I delegati furono eletti dal popolo delle rispettive colonie, dalla legislatura coloniale o dal Comitato di corrispondenza della colonia. I sentimenti lealisti superavano le visioni dei patrioti in Georgia, portando questa colonia a non unirsi immediatamente alla causa rivoluzionaria fino all'anno successivo, quando inviò delegati al Secondo Congresso Continentale.
Peyton Randolph fu eletto presidente del Congresso al giorno di apertura, e servì fino al 22 ottobre, quando problemi di salute lo costrinsero a ritirarsi, e al suo posto fu eletto Henry Middleton. Charles Thomson, leader del Comitato di Corrispondenza di Philadelphia, fu scelto come segretario del Congresso. Le regole adottate dai delegati miravano a garantire l'uguaglianza dei partecipanti e a favorire un dibattito libero e scorrevole.
Man mano che le deliberazioni procedevano, divenne chiaro che i partecipanti non la pensavano tutti allo stesso modo riguardo alle ragioni della loro presenza. I conservatori come Joseph Galloway, John Dickinson, John Jay ed Edward Rutledge ritenevano che il loro compito fosse quello di elaborare politiche per esercitare pressioni sul Parlamento affinché revocasse i suoi atti irragionevoli. Il loro obiettivo finale era quello di trovare una soluzione ragionevole alle difficoltà e giungere a una riconciliazione tra le colonie e la Gran Bretagna. Altri, come Patrick Henry, Roger Sherman, Samuel Adams e John Adams, ritenevano che il loro compito fosse quello di elaborare una dichiarazione decisiva sui diritti e le libertà delle colonie. Il loro obiettivo finale era quello di porre fine a ciò che consideravano abusi dell'autorità parlamentare e di salvaguardare i diritti che erano stati garantiti dalle carte coloniali e dalla costituzione inglese.
Roger Sherman negò l'autorità legislativa del Parlamento, e Patrick Henry riteneva che il Congresso dovesse elaborare un sistema di governo completamente nuovo, indipendente dalla Gran Bretagna, poiché i governi coloniali esistenti erano già dissolti. In contrasto con queste idee, Joseph Galloway propose un "Piano di Unione" che suggeriva la formazione di un corpo legislativo americano con un'autorità limitata, il cui consenso sarebbe stato necessario per le misure imperiali.

## Dichiarazione e risoluzioni
Alla fine, le voci del compromesso ebbero la meglio. Piuttosto che chiedere l'indipendenza, il Primo Congresso Continentale approvò e firmò la "Continental Association" nella sua "Dichiarazione e Risoluzioni", che prevedeva un boicottaggio delle merci britanniche a partire da dicembre 1774. Dopo che il Congresso firmò il 20 ottobre 1774, abbracciando la non esportazione, pianificò anche la non importazione di schiavi a partire dal 1º dicembre, che avrebbe abolito la tratta degli schiavi negli Stati Uniti d'America 33 anni prima della sua effettiva fine.